# AmadeusEnsemblet
AmadeusEnsemblet (Amadeus-ensemblet) er et amatør-kammerensemble, der spiller symfonisk blæsermusik, klassisk musik af stor sværhedsgrad.
Orkestret er oprettet i 1993 og er besat med 2 fløjter, 2 oboer, 2 klarinetter, C-klarinet, bassethorn, basklarinet, 2 fagotter, 4 valdhorn og kontrafagot eller kontrabas. Medlemmerne mødes ikke regelmæssigt, men træder sammen i forbindelse med en planlagt koncertserie. I løbet af et år bliver det til 3 koncertrækker fordelt på året med hver 2-3 koncerter som mål.
Gennem årene har det været ledet af en række dirigenter: Ole Henrik Dahl, Morten Ryelund, Peter Ettrup Larsen, Damian Iorio, Martin Åkerwall, Casper Schreiber, Christian Kluxen, Martin Nagashima Toft, Erik Jacobsson og Klaus Tönshoff, der har været tilknyttet ensemblet siden 2007.

## Repertoire
Både Mozart og Richard Strauss har skrevet musik for ensemblets besætning, men der findes også en del samtidige og senere bearbejdelser af værker omarrangeret for blæsere. Desuden har en række nutidige komponister skrevet nye værker for blæserensemblet. I alt 10 komponister har bidraget med nye værker: Leif Kayser, Svend Nielsen, Flemming Friis, Hans-Henrik Nordstrøm, Martin Åkerwall, Søren Hyldgaard, Bo Andersen, Peter Bruun, Bo Lundby-Jæger og Mogens Andresen. 
Ensemblet har bl.a. spillet i Espergærde Musikforening, Kronborg Slot, Rundetårn, Frederikshavn og Hjørring samt i mange kirker på Sjælland. Desuden har det været på 2 turneer til udlandet. Den første gik til Seattle, USA i juni 2007, hvor ensemblet indgik i et samarbejde med Den danske Forening i Seattle. Turen varede en uge. Der blev givet 4 koncerter i Seattle og Tacoma under ledelse af solooboist Henrik Goldschmidt. Den næste turne blev afholdt i maj 2010 og gik til Færøerne. Der blev spillet 6 koncerter i løbet af 10 dage, bl.a. 2 koncerter i Torshavn hhv. Domkirken og Nordens Hus. 